# Reposaaret (ö)
Reposaaret är en ö i Finland. Den ligger i sjön Pielisjärvi och i sjön Pielisjärvi och i kommunen Juga i den ekonomiska regionen  Joensuu ekonomiska region  och landskapet Norra Karelen, i den centrala delen av landet, 400 km nordost om huvudstaden Helsingfors. Öns area är 0,7 hektar och dess största längd är 150 meter i öst-västlig riktning.